# Exerodonta smaragdina
La rana arbórea esmeralda (Exerodonta smaragdina) es una especie de anfibios de la familia Hylidae. Es endémica de México.
Sus hábitats naturales incluyen bosques tropicales o subtropicales secos, montanos secos, ríos, marismas de agua dulce y corrientes intermitentes de agua. Está amenazada de extinción por la destrucción de su hábitat natural.